# 成田はじめ
成田 はじめ（なりた はじめ）本名：成田 嗣（読み同じ）は、日本の脚本家、放送作家。血液型O型。
北海道函館市出身。國學院大學卒業後、奥山コーシンに師事。日本脚本家連盟会員。日本大学藝術学部非常勤講師。別名義に青山通、安田風流。

## 脚本

### ドラマ
- 金田一少年の事件簿（日本テレビ）
- プリズンホテル（テレ朝）
- マイリトルシェフ（TBS）
- 欲望の食卓（日本テレビ）
- 対極の天（CX）
- 渋谷系女子プロレス（テレ朝）
- Six Teen 〜16〜　（テレ朝）
- 文士料理帳（NHK）
- オモニからの手紙 姜尚中と母（NHK）
- 芸能界風雲録 一寸先は闇（日本テレビ）
- 伊豆竜宮伝説殺人事件（テレビ東京）
- 銀河鉄道な夜（日本テレビ）
- 結婚できない！！（日本テレビ）
- 愛は正義（テレ朝）

### 映画
- アキハバラ@DEEP
- 雪月花
- しの〜SHINO〜
- お嬢だん

### 演劇
- 隔世遺伝シャーベット（スーパーエキセントリックシアター）
- 瓶詰の地獄（地球ゴージャス）

## 構成

### NHK
- あてなよる
- マエストロたちの晩餐会
- ねこのめ美じゅつかん

### 日本テレビ系
- 鶴ちゃんのプッツン5
- どちら様も!!笑ってヨロシク
- タモリのいたずら大全集
- TVおじゃマンボウ
- 山田邦子の旅くらぶ
- EXテレビ
- 全員出席!笑うんだってば

### TBSテレビ系
- アッコにおまかせ!
- イカすバンド天国
- えびぞり巨匠天国
- だぅもありがと!
- やる気マンマン日曜日
- ますこっとたわー

### フジテレビ系
- 奇跡体験!アンビリバボー
- パラダイスGoGo!!
- HEY!HEY!HEY! MUSIC CHAMP
- BANG! BANG! BANG!
- DAIBAッテキ!
- DAIBAクシン!
- とんねるずのみなさんのおかげです
- マッハブイロク
- 大石恵三

### テレビ朝日系
- 笑いの金メダル
- スーパーJチャンネル
- 世界とんでも!?ヒストリー
- タモリ倶楽部
- 巨泉の使えない英語

### テレビ東京系
- 元祖!でぶや
- debuya
- 爆笑問題の開け!記憶の扉
- ハマラジャ

### ラジオ番組
- 吉田照美のてるてるワイド（文化放送）
- 吉田照美のふッかいあな（文化放送）
- オールナイトニッポン（ニッポン放送）
- 岸谷五朗の東京RADIO CLUB（TBSラジオ）
- ＹＢＳラジオ スペシャルドラマ　生と死の狭間に～戦場ジャーナリスト山本美香（山梨放送）

## 連載
- DEBUYA伝説（東京カレンダー）
- 東京妖怪プロファイル（生本）
- ハーレムブルース（生本）
- キューブリックスタイル（COLO）
- 東京サセテモナムウ物語（ダイアリー）
- 相模湾食堂（東京カレンダー）
- 深読み欧州サッカー!ソシオ問題（ブログ）

## その他
- 稲村ジェーン（CD構成・サザンオールスターズ）
- 女神の時代—昭和が愛したスタア（DVD構成）